# آغجه‌یازی پایین
آغجه‌یازی پایین (به لاتین: Aşağı Ağcayazı) یک منطقه مسکونی در جمهوری آذربایجان است که در شهرستان آق‌داش واقع شده است.